# St. Joseph (Schöppenstedt)

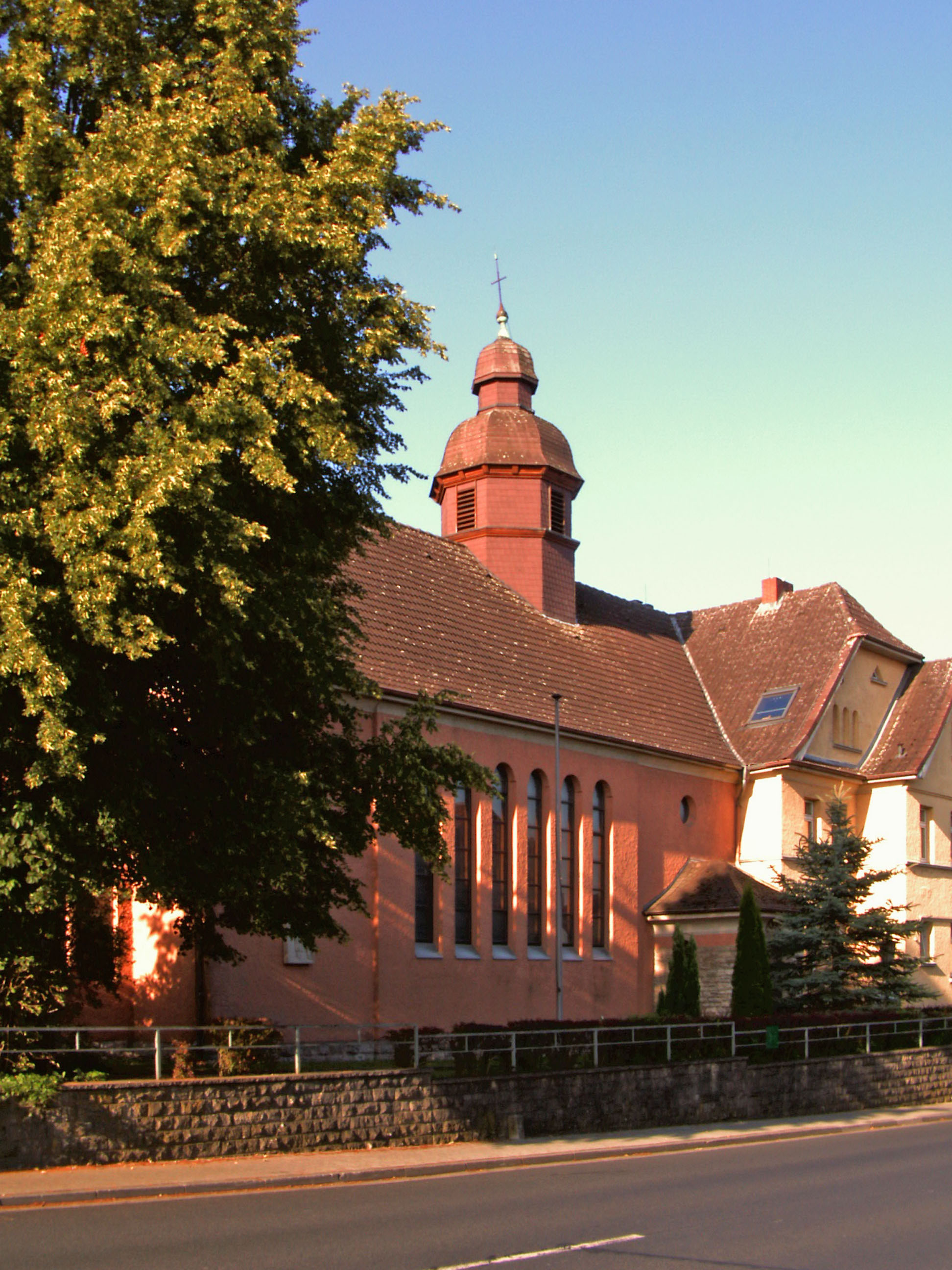
St. Joseph

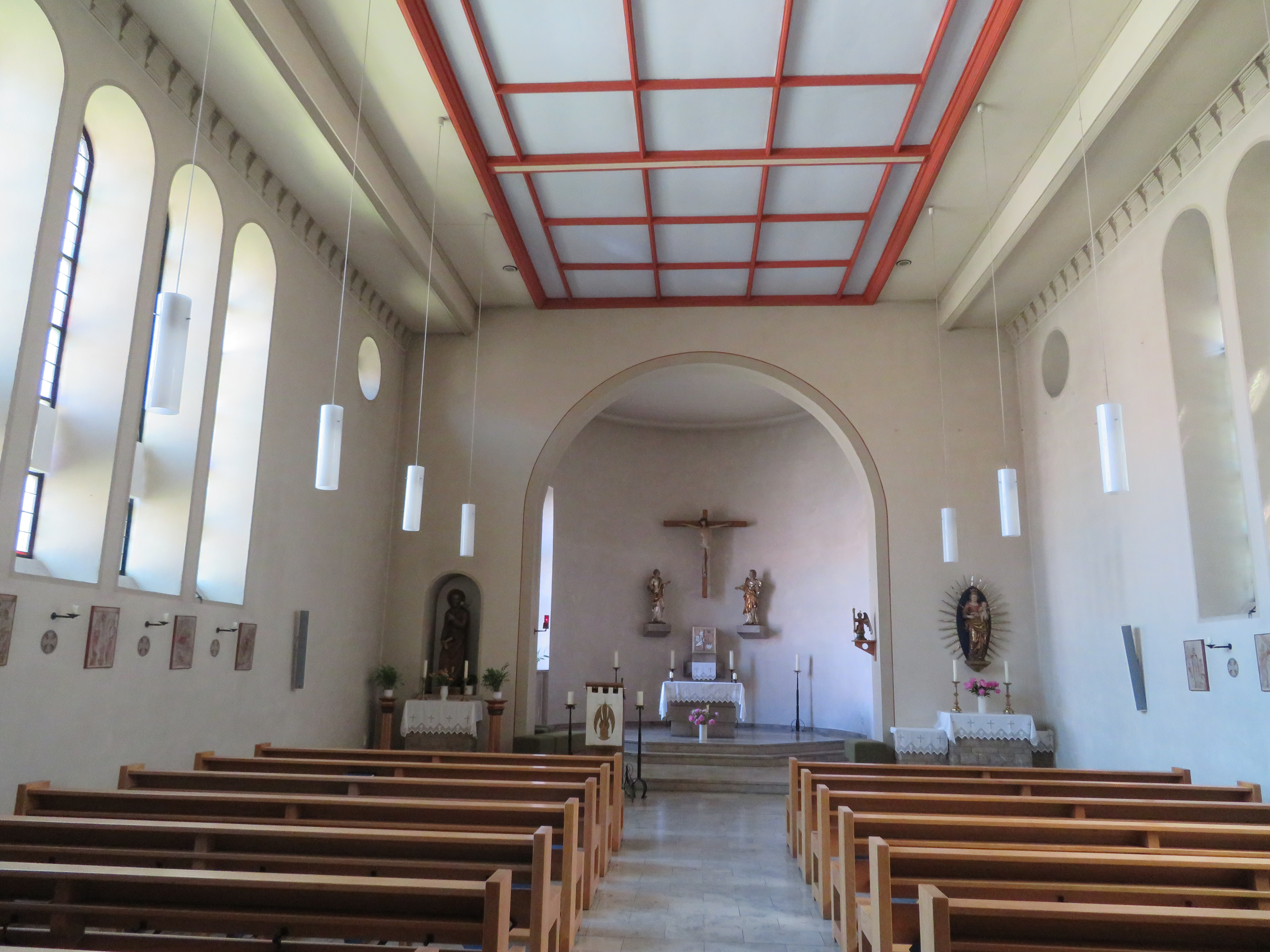
St. Joseph

St. Joseph ist die katholische Kirche in Schöppenstedt, einer Stadt im Landkreis Wolfenbüttel in Niedersachsen. Die in der Neuen Straße 6 gelegene Kirche ist eine Filialkirche der Pfarrgemeinde „St. Petrus“ mit Sitz in Wolfenbüttel im Bistum Hildesheim. „St. Joseph“ ist die östlichste Kirche im Dekanat Braunschweig, ihr Einzugsgebiet umfasst die neben der Stadt Schöppenstedt die Gemeinden Dahlum, Kneitlingen, Uehrde, Vahlberg, Dettum, Hedeper und Remlingen-Semmenstedt.

## Geschichte
Nachdem sich im 16. Jahrhundert die Reformation in Schöppenstedt durchgesetzt hatte, war die Einwohnerschaft weitestgehend evangelisch-lutherisch. Erst ab etwa Mitte des 19. Jahrhunderts siedelten sich aufgrund der beginnenden Industrialisierung und des Baus der Eisenbahn wieder Katholiken in Schöppenstedt an. Ab 1908 wurde seitens der Pfarrei in Wolfenbüttel im Schöppenstedter Gasthaus „Deutscher Kaiser“ katholischer Gottesdienst gehalten. 1920 wurde in Schöppenstedt eine Notkirche errichtet, und die Stadt bekam mit Lothar Greve einen eigenen Priester.

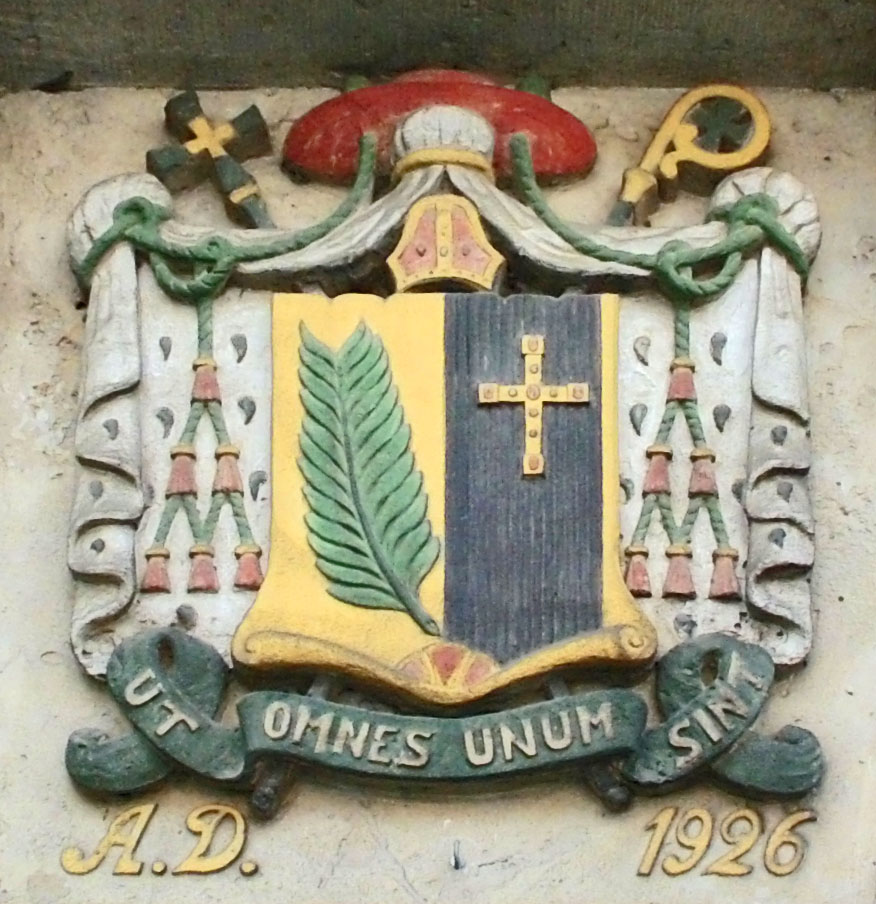
Wappen über dem Haupteingang

1926/27 wurde die Kirche mit dem angrenzenden Pfarrhaus erbaut. Am 8. Mai 1927 erfolgte die Konsekration der Kirche durch Bischof Joseph Ernst. Sie wurde nach dem Namenspatron des Bischofs, dem heiligen Josef von Nazaret, benannt.
Da sich nach 1945 die Anzahl der Katholiken im Gebiet von Schöppenstedt durch die Ansiedlung von Flüchtlingen und Heimatvertriebenen stark erhöhte, wurde 1950 die Kuratie Schöppenstedt eingerichtet und 1951 die zu „St. Joseph“ gehörende Kirche „Maria vom Frieden“ im etwa 6 Kilometer entfernten Groß Vahlberg erbaut. Am 1. August 1956 wurde die katholische Kirchengemeinde Schöppenstedt eingerichtet, zuvor gehörte die Kuratie Schöppenstedt zur Pfarrei „St. Petrus“ in Wolfenbüttel. Von 1962 an wurde von „St. Joseph“ aus auch im Schloss Schliestedt Gottesdienst gehalten. Am 7. Oktober 1972 wurde ein neuer Hauptaltar durch Bischof Heinrich Maria Janssen konsekriert. Ab 1982 fanden seitens „St. Joseph“ auch Gottesdienste in der Schule von Dettum statt. Am 1. Juli 1982 wurde die Kirchengemeinde „St. Joseph“ zur Pfarrei erhoben.
1985 wurden in Dettum die Gottesdienste eingestellt, 1991 in Schliestedt. 1997 wurde die Filialkirche „Maria vom Frieden“ in Groß Vahlberg wieder geschlossen. Seit 2004 gehört die Kirche „St. Joseph“ wieder zur Pfarrgemeinde „St. Petrus“ in Wolfenbüttel, die Pfarrei „St. Joseph“ wurde aufgelöst.

## Architektur und Ausstattung
Die geostete Kirche befindet sich in rund 110 Meter Höhe über dem Meeresspiegel. Ihr Innenraum wird von einer Flachdecke abgeschlossen und bietet 96 Besuchern Sitzplätze. Der Altarraum wird von einer Kreuzigungsgruppe dominiert. An den Tabernakeltüren ist als Symbol für die Eucharistie ein Pelikan abgebildet, der sich die Brust aufreißt, um seine Jungen mit Blut zu füttern. Links und rechts vom Altarraum sind Statuen des heiligen Joseph, dem Schutzpatron der Kirche, und eine Madonna im Strahlenkranz aufgestellt. 14 Kreuzwegbilder hängen an den Seitenwänden. Unter der Orgelempore haben ein Gnadenbild vom Barmherzigen Jesus und eine Kopie des Gnadenbildes Unserer Lieben Frau von der immerwährenden Hilfe sowie ein Beichtraum ihren Platz. Ihre heutige Orgel wurde 1987 eingebaut. Das Instrument hat 15 Register auf zwei Manualwerken.